# Robert Borden
Sir Robert Laird Borden (Nueva Escocia, 26 de junio de 1854-Ottawa, 10 de junio de 1937) fue un abogado y político canadiense.
Ejerció la carrera de derecho en Halifax, Nueva Escocia desde 1874 y después fundó una de los más grandes despachos jurídicos en las provincias marítimas de Canadá. 
En 1896 fue elegido para la Cámara de los Comunes canadiense; después se convirtió en el líder del Partido Conservador en 1901.
Como primer ministro implementó el servicio militar obligatorio durante la Primera Guerra Mundial y representó a Canadá en el gabinete de Guerra Imperial. Borden insistió en terminar con la afiliación canadiense a la Sociedad de Naciones, la cual ayudó a transformar a Canadá de una colonia a una nación independiente.
En la numismática Borden aparece en los billetes de 100 dólares canadienses.